# Teredus
Teredus är ett släkte av skalbaggar som beskrevs av Pierre François Marie Auguste Dejean 1835. Teredus ingår i familjen rovbarkbaggar.
Släktet innehåller bara arten Teredus cylindricus.